# Sèrie 102 de Renfe

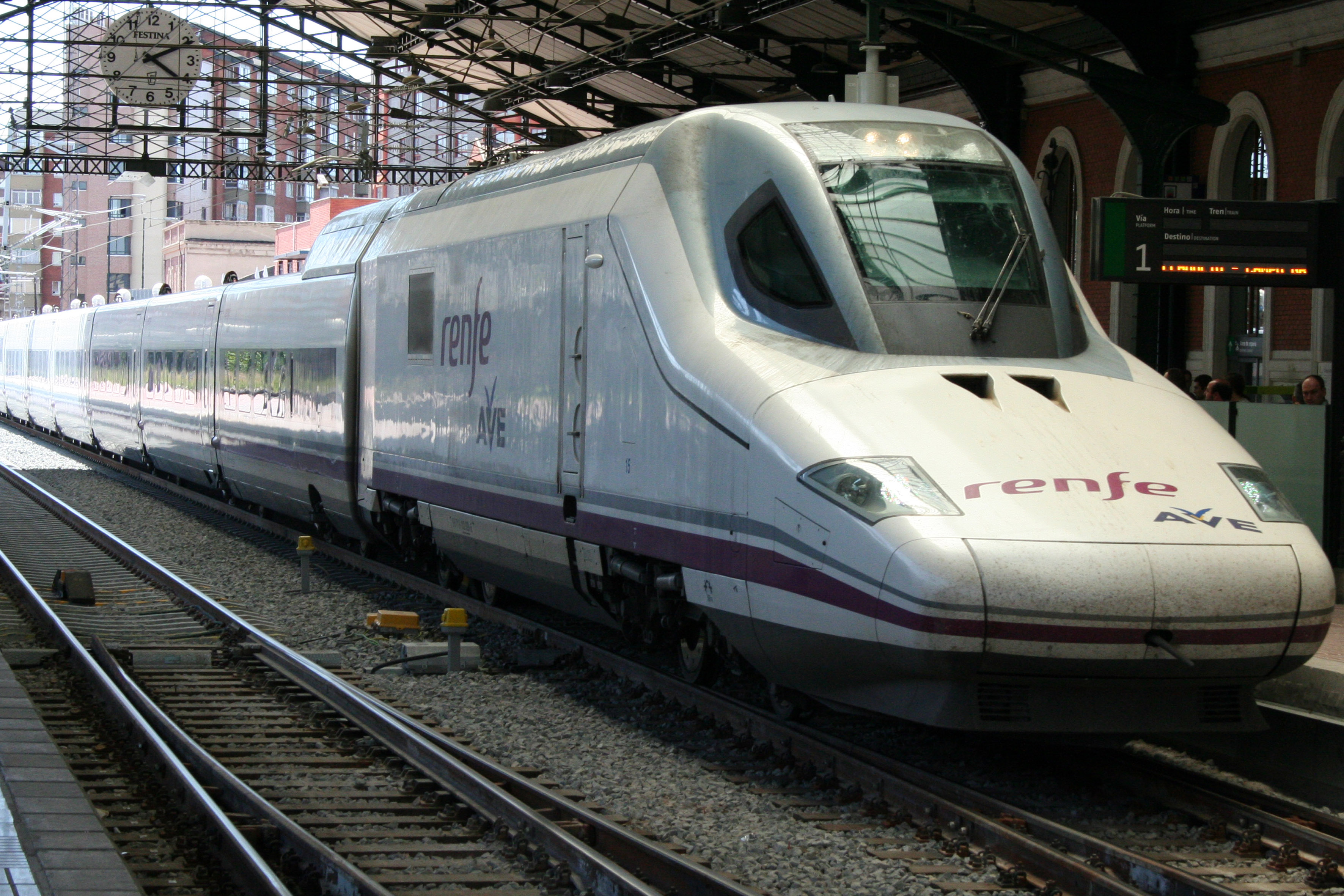
Tren de la sèrie 102

La Sèrie 102 de Renfe (Talgo 530) és un tren d'alta velocitat fabricat per Talgo, que actualment està autoritzat a circular a una velocitat màxima de 300 km/h. Va iniciar el seu servei comercial el 26 de febrer de 2005 en la LAV Madrid -Lleida.